# Ludwig Heinrich Matthias Hauttmann

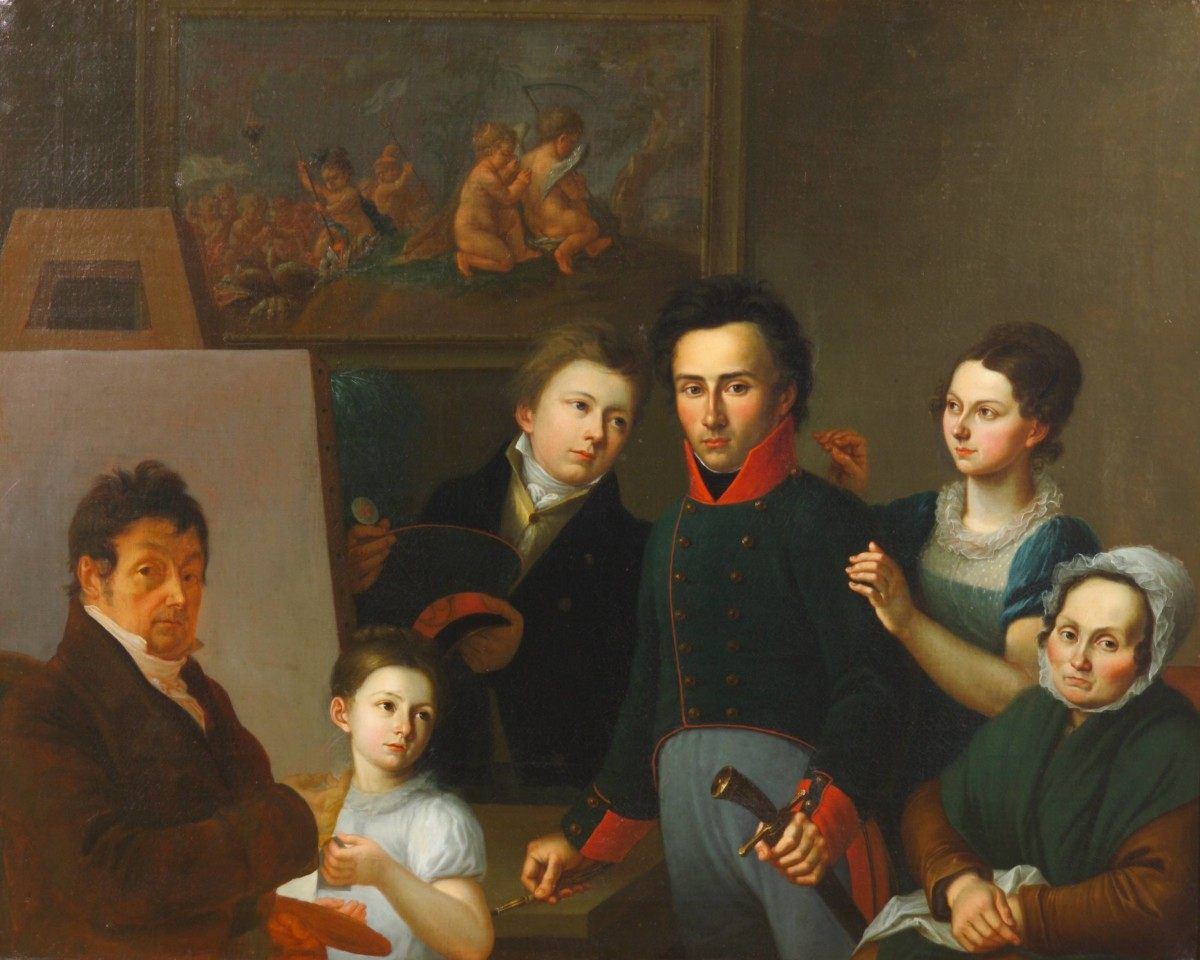
Johann Baptist Hauttmann: Bildnis des Malers mit seiner Familie (1815); Ludwig Heinrich Matthias Hauttmann in der Mitte in der Uniform der Hanseatischen Legion

Ludwig Heinrich Matthias Hauttmann, auch Heinrich Hauttmann (* 2. April 1796 in Lübeck; † 21. November 1861 ebenda) war ein in Lübeck tätiger deutscher Maler und Lithograph.

## Leben
Heinrich Hauttmann stammte aus dem Lübecker Zweig der Künstlerfamilie Hauttmann. Er war Sohn und Schüler von Johann Baptist Hauttmann. In den Befreiungskriegen schloss er sich als Freiwilliger Jäger der Hanseatischen Legion an. Sein Vater hielt den Moment des Abschieds in seinem Bildnis des Malers mit seiner Familie fest (heute Museum Behnhaus).
Von 1821 bis 1824 studierte er an der Preußischen Akademie der Künste in Berlin unter Friedrich Wilhelm von Schadow. 1824 kehrte er zurück, erwarb 1828 das Bürgerrecht in Lübeck und war hier als Maler, Kopist und Zeichenlehrer tätig. 1828 eröffnete er die erste Lithographie-Werkstatt in Lübeck.
Er publizierte einige lithographische Folgen, auch nach Zeichnungen des Vaters, darunter 1829 über den Lübecker Totentanz. Neben einigen Landschaftsbildern schuf er vor allem Kopien nach Alten Meistern, so die Sixtinische Madonna nach Raffael für Konsul Georg Friedrich Harms.
Von besonderem dokumentarischen Wert sind seine Zeichnungen der Ostfassade und der Glasmalereien der Burgkirche kurz vor deren Abbruch 1819.
Er war verheiratet mit Engel Margarethe Friderike, geb. Berg († November 1867), einer Tochter des Lübecker Buntfutterers Johann Ludwig Berg. Die Tochter des Paares Minna Hauttmann setzte als Malerin die väterliche die Familientradition fort.

## Werke
- Der Todtentanz in der sogenannten Todtenkapelle der St. Marienkirche zu Lübeck, gezeichnet nach dem Original von Hauttmann jun. o. O. 1830
- Bildnisse verdienter Lübecker, nebst deren Biographien. Herausgegeben im Jubeljahre des siebenhundertjährigen Bestehens der Stadt Lübeck von H. Petersen. Gezeichnet und lithographirt von H. Hauttmann. Lübeck: Borchers 1843